# Fantastic (album)
Fantastic je debitantski studijski album britanskega pop dueta Wham!. Izšel je 9. julija 1983 in dosegel 1. mesto britanske lestvice albumov. Album vsebuje prej izdane single »Young Guns«, »Wham! Rap« in »Bad Boys«, kot single pa je z albuma izšla tudi skladba »Club Tropicana«.
Fantastic vsebuje tudi skrito skladbo, ki je vključena v skladbo »Young Guns (Go for It!)« (zadnjih 20 sekund skladbe).

## Seznam skladb

### Prvotna izdaja
Vse skladbe je napisal George Michael, razen kjer je posebej napisano.
| Stran 1 | Stran 1                                                    | Stran 1 |
| Št.     | Naslov                                                     | Dolžina |
| ------- | ---------------------------------------------------------- | ------- |
| 1.      | „Bad Boys‟                                                 | 3:19    |
| 2.      | „A Ray of Sunshine‟                                        | 4:43    |
| 3.      | „Love Machine‟ (Pete Moore, Billy Griffin)                 | 3:19    |
| 4.      | „Wham Rap! (Enjoy What You Do)‟ (Michael, Andrew Ridgeley) | 5:41    |

| Stran 2 | Stran 2                               | Stran 2 |
| Št.     | Naslov                                | Dolžina |
| ------- | ------------------------------------- | ------- |
| 5.      | „Club Tropicana‟ (Michael, Ridgeley)  | 3:31    |
| 6.      | „Nothing Looks the Same in the Light‟ | 5:53    |
| 7.      | „Come On‟                             | 4:24    |
| 8.      | „Young Guns (Go for It!)‟             | 3:55    |

### Ponovna izdaja
Seznam skladb ponovne izdaje vsebuje 3 bonus skladbe instrumentalnih miksov.
Vse skladbe je napisal George Michael, razen kjer je posebej napisano.
| Št. | Naslov                                                       | Dolžina |
| --- | ------------------------------------------------------------ | ------- |
| 1.  | „Bad Boys‟                                                   | 3:19    |
| 2.  | „A Ray of Sunshine‟                                          | 4:43    |
| 3.  | „Love Machine‟ (Moore, Griffin)                              | 3:19    |
| 4.  | „Wham Rap! (Enjoy What You Do)‟ (Michael, Ridgeley)          | 6:41    |
| 5.  | „A Ray of Sunshine (instrumentalni remix)‟                   | 5:40    |
| 6.  | „Love Machine (instrumentalni remix)‟ (Moore, Griffin)       | 3:28    |
| 7.  | „Club Tropicana‟ (Michael, Ridgeley)                         | 4:28    |
| 8.  | „Nothing Looks the Same in the Light‟                        | 5:53    |
| 9.  | „Come On‟                                                    | 4:24    |
| 10. | „Young Guns (Go for It!)‟                                    | 3:55    |
| 11. | „Nothing Looks the Same in the Light (instrumentalni remix)‟ | 6:40    |

## Osebje
- Bobni, tolkala – Graham Broad, Andy Duncan, Luis Jardim, Tony Moroni, Trevor Morrell
- Bas – Brad Lang, John McKenzie, Deon Estus
- Kitare – Robert Ahwai, Andrew Ridgeley, Paul Ridgeley
- Klaviature – Jess Bailey, Bob Carter, Anne Dudley, Tommy Eyre
- Glavni vokali – George Michael
- Spremljevalni vokali – George Michael, Ruby Mason, D.C. Lee, Deon Estus, Jimmy Chambers, Tony Jackson, George Chandler, Katie Kissoon, Sylvia James, Stevie Langer, Linda Hayes, Josie James, Shirlie Holliman
- Trobila – Raoul, Dave "Baps" Baptiste, Guy Barker, Paul Cox, Geoff Daley, Martin Drover, Colin Graham, Chris Hunter, Roddy Lorimer, Iain MacKintosh, Ian Ritchie, B. Ezard, J. Healy
- Godalni aranžmaji – Linton Ace
- Kriki – Dave Mortimer (David Austin), Andrew Ridgeley, Paul Ridgeley, Andy Duncan, Bob Carter, George Michael

## Lestvice
| Lestvica (1983–85)  | Najvišja uvrstitev |
| ------------------- | ------------------ |
| Avstralija          | 5                  |
| Japonska            | 17                 |
| Nizozemska          | 8                  |
| Norveška            | 8                  |
| Nova Zelandija      | 1                  |
| Švedska             | 15                 |
| Švica               | 25                 |
| Zahodna Nemčija     | 7                  |
| ZDA (Billboard 200) | 83                 |
| Združeno kraljestvo | 1                  |

| Lestvica (1983)     | Mesto |
| ------------------- | ----- |
| Avstralija          | 69    |
| Združeno kraljestvo | 5     |
| Lestvica (1984)     | Mesto |
| Japonska            | 80    |
| Združeno kraljestvo | 60    |

| Regija                    | Certifikat   | Prodaja |
| ------------------------- | ------------ | ------- |
| Japonska                  |              | 218,000 |
| Nova Zelandija (RMNZ)     | Platinast    | 15,000  |
| ZDA (RIAA)                | Zlat         | 500,000 |
| Združeno kraljestvo (BPI) | 3x platinast | 900,000 |